# Emerson Royal
Emerson Aparecido Leite de Souza Junior (sinh ngày 14 tháng 1 năm 1999), được biết đến với biệt danh Emerson Royal hoặc đơn giản là Emerson, là một cầu thủ bóng đá chuyên nghiệp người Brasil hiện đang thi đấu ở vị trí hậu vệ biên, hậu vệ cánh hoặc trung vệ cho câu lạc bộ bóng đá AC Milan tại Serie A và Đội tuyển bóng đá quốc gia Brasil.

## Thời niên thiếu
Emerson sinh ra ở São Paulo, Brasil, vào ngày 14 tháng 1 năm 1999 và lớn lên ở Americana. Anh có biệt danh "Royal" vì chú của anh nói rằng anh trông giống linh vật của món rau câu của thuơng hiệu Royal được bán ở Brasil.

## Sự nghiệp câu lạc bộ

### Ponte Preta
Emerson gia nhập đội trẻ của Ponte Preta vào năm 2014 sau khi gắn bó với Palmeiras, São Paulo và Grêmio. Sau khi xuất hiện với tư cách là cầu thủ dự bị không được sử dụng trong một số trận đấu tại Campeonato Brasileiro Série A 2016, anh ra mắt đội một vào ngày 22 tháng 2 năm 2017 khi thay thế Artur bị chấn thương trong trận hòa 2–2 trên sân khách trước Linense  tại Campeonato Paulista. Mặc dù bị nhận thẻ vàng và gây ra phạt đền, anh vẫn được đá chính lần đầu tiên ba ngày sau đó, trong trận thua 1–0 trên sân nhà trước São Bernardo.
Emerson ra mắt tại Série A vào ngày 5 tháng 11 năm 2017 khi thay thế cho John Kleber bị chấn thương trong trận thua 2–0 trước Bahia. Anh ấy đã đóng góp cho câu lạc bộ khi ra sân ba lần trong mùa giải.
Được đôn lên đội một trước mùa giải 2018, Emerson trở thành cầu thủ đá chính thường xuyên cho Macaca, khi ra sân 14 lần ở Campeonato Paulista 2018. Vào ngày 2 tháng 4 năm 2018, anh ghi bàn thắng chuyên nghiệp đầu tiên khi ghi bàn thắng ấn định để đem về chiến thắng cho câu lạc bộ trong trận chung kết Campeonato Paulista do Interior trước Mirassol.

### Atlético Mineiro
Vào ngày 27 tháng 4 năm 2018, Emerson ký hợp đồng 5 năm với Atlético Mineiro với mức phí 5 triệu Real. Theo một phần của thỏa thuận, Danilo Barcelos đã rời câu lạc bộ dưới dạng cho mượn.
Emerson ra mắt câu lạc bộ vào ngày 19 tháng 5 năm 2018 khi bước sang tuổi 19 và chơi trọn 90 phút trong chiến thắng 1–0 trước đối thủ Cruzeiro. Ban đầu là dự bị cho Patric, anh đã kết thúc mùa với 23 lần ra sân ở giải đấu. Anh ghi bàn thắng đầu tiên ở giải đấu cao nhất vào ngày 30 tháng 9 khi ghi bàn thứ ba cho đội của anh trong trận thắng 5–2 trên sân nhà trước Sport.

### Real Betis và Barcelona
Vào ngày 31 tháng 1 năm 2019, Emerson chuyển đến Barcelona với hợp đồng có hiệu lực kể từ tháng 7 năm 2019 với giá 12,7 triệu euro. Thỏa thuận này bao gồm hoạt động tài chính chung giữa Barcelona và đội bóng đồng hương La Liga Real Betis, trong đó mỗi câu lạc bộ trả một nửa phí chuyển nhượng cho Emerson. Emerson trở thành cầu thủ của Betis vào tháng 7 năm 2019. Barcelona có quyền lựa chọn mua lại anh với giá 6 triệu euro vào năm 2021. Ban đầu, Emerson gia nhập Betis theo dạng cho mượn từ Atlético trong phần còn lại của mùa giải 2018–19. Trong thời gian đó, anh đã ra sân 7 lần cho câu lạc bộ. Sau đó, anh đá chính thường xuyên hơn cho đội bóng đến từ Andalucía và ghi bàn thắng đầu tiên cho Betis vào ngày 27 tháng 9 năm 2019 trong trận thua 1–5 trước Villarreal. Anh ra sân 34 lần, ghi 3 bàn và thực hiện 6 pha kiến tạo cho Betis trong mùa giải 2019–20.
Vào ngày 2 tháng 6 năm 2021, Barcelona kích hoạt điều khoản mua lại Emerson khi trả Betis 9 triệu euro.

### Tottenham Hotspur
Vào ngày cuối cùng của kỳ chuyển nhượng mùa hè 2021, Emerson gia nhập Tottenham với hợp đồng có thời hạn 5 năm cùng mức phí chuyển nhượng 30 triệu bảng. Anh ra mắt tại Premier League trong trận thua 3–0 của Tottenham trước Crystal Palace vào ngày 11 tháng 9 năm 2021. Vào ngày 3 tháng 4 năm 2022, anh ghi bàn thắng đầu tiên cho Tottenham trong chiến thắng 5–1 trên sân nhà trước Newcastle United. Vào ngày 1 tháng 10 năm 2022, tại hiệp hai trong trận đấu sân khách của Tottenham gặp Arsenal tại Premier League, Royal nhận thẻ đỏ trực tiếp sau pha tắc bóng với Gabriel Martinelli. Sau đó, Tottenham thua 3–1 trong trận derby Bắc Luân Đôn này. Vào ngày 28 tháng 3 năm 2023, Tottenham đã thông báo rằng anh vắng mặt vì phải phẫu thuật chấn thương đầu gối mà anh gặp phải khi thi đấu cho đội tuyển quốc gia Brasil. Vào ngày 13 tháng 8 năm 2023, Emerson Royal thực hiện cú sút từ ngoài vòng cấm để ấn định trận hòa 2–2 trước Brentford ở trận mở màn mùa giải Premier League 2023–2024. Do nhiều cầu thủ gặp chấn thương nặng ở câu lạc bộ, Emerson đã đá chính ở vị trí hậu vệ trái, trung vệ và hậu vệ phải quen thuộc trong suốt nửa đầu mùa giải và gây ấn tượng mạnh thông qua các màn trình diễn của mình. Vào ngày 22 tháng 1 năm 2024, Tottenham Hotspur đã từ chối lời đề nghị trị giá 20 triệu bảng từ câu lạc bộ Ả Rập Xê Út Al-Nassr cho Emerson.

### AC Milan
Vào ngày 12 tháng 8 năm 2024, Emerson gia nhập câu lạc bộ AC Milan tại Serie A theo hợp đồng 4 năm.

## Sự nghiệp quốc tế
Emerson được triệu tập vào đội U-20 Brasil tham dự Giải đấu Toulon 2017. Anh là lựa chọn đầu tiên ở hàng hậu vệ phải tại Giải vô địch U-20 Nam Mỹ 2019 và Giải đấu Toulon 2019 sau khi giành chức vô địch cùng đội U-23 Brasil.
Emerson ra mắt cho đội tuyển quốc gia Brasil vào ngày 19 tháng 11 năm 2019 trong chiến thắng 3–0 trước Hàn Quốc khi vào sân từ băng ghế dự bị.
Vào ngày 11 tháng 6 năm 2021, Emerson được huấn luyện viên Tite triệu tập lên đội tuyển quốc gia để tham dự Copa América 2021. Anh ra mắt giải đấu vào ngày 17 tháng 6, chơi sáu phút cuối trong trận thắng 4–0 trước Peru, trong trận đấu thứ hai của Brasil. Mười ngày sau, anh được đá chính lần đầu tiên khi chơi cả trận trong trận đấu cuối cùng ở vòng bảng với Ecuador với tỷ số hòa 1–1. Vào ngày 10 tháng 7, anh chơi trận chung kết khi vào sân ở phút thứ 76 trong trận thua 0–1 trước Argentina.

## Thống kê sự nghiệp

### Câu lạc bộ
Tính đến 2 tháng 3 năm 2024
| Câu lạc bộ          | Mùa giải            | Giải vô địch        | Giải vô địch | Giải vô địch | Giải vô địch tiểu bang | Giải vô địch tiểu bang | Cúp quốc gia | Cúp quốc gia | Cúp Liên đoàn | Cúp Liên đoàn | Châu lục | Châu lục | Khác | Khác | Tổng cộng | Tổng cộng |
| Câu lạc bộ          | Mùa giải            | Hạng đấu            | Trận         | Bàn          | Trận                   | Bàn                    | Trận         | Bàn          | Trận          | Bàn           | Trận     | Bàn      | Trận | Bàn  | Trận      | Bàn       |
| ------------------- | ------------------- | ------------------- | ------------ | ------------ | ---------------------- | ---------------------- | ------------ | ------------ | ------------- | ------------- | -------- | -------- | ---- | ---- | --------- | --------- |
| Ponte Preta         | 2016                | Série A             | 0            | 0            | 0                      | 0                      | 0            | 0            | —             | —             | —        | —        | 0    | 0    | 0         | 0         |
| Ponte Preta         | 2017                | Série A             | 3            | 0            | 2                      | 0                      | 1            | 0            | —             | —             | 0        | 0        | 0    | 0    | 6         | 0         |
| Ponte Preta         | 2018                | Série B             | 0            | 0            | 14                     | 1                      | 5            | 0            | —             | —             | —        | —        | 0    | 0    | 19        | 1         |
| Ponte Preta         | Tổng cộng           | Tổng cộng           | 3            | 0            | 16                     | 1                      | 6            | 0            | —             | —             | 0        | 0        | 0    | 0    | 25        | 1         |
| Atlético Mineiro    | 2018                | Série A             | 23           | 1            | —                      | —                      | —            | —            | —             | —             | —        | —        | —    | —    | 23        | 1         |
| Real Betis (mượn)   | 2018–19             | La Liga             | 6            | 0            | —                      | —                      | 0            | 0            | —             | —             | 1        | 0        | —    | —    | 7         | 0         |
| Real Betis (mượn)   | 2019–20             | La Liga             | 33           | 3            | —                      | —                      | 1            | 0            | —             | —             | —        | —        | —    | —    | 34        | 3         |
| Real Betis (mượn)   | 2020–21             | La Liga             | 34           | 1            | —                      | —                      | 4            | 1            | —             | —             | —        | —        | —    | —    | 38        | 2         |
| Real Betis (mượn)   | Tổng cộng           | Tổng cộng           | 73           | 4            | —                      | —                      | 5            | 1            | —             | —             | 1        | 0        | —    | —    | 79        | 5         |
| Barcelona           | 2021–22             | La Liga             | 3            | 0            | —                      | —                      | 0            | 0            | —             | —             | 0        | 0        | 0    | 0    | 3         | 0         |
| Tottenham Hotspur   | 2021–22             | Premier League      | 31           | 1            | —                      | —                      | 3            | 0            | 4             | 0             | 3        | 0        | —    | —    | 41        | 1         |
| Tottenham Hotspur   | 2022–23             | Premier League      | 26           | 2            | —                      | —                      | 2            | 0            | 0             | 0             | 8        | 0        | —    | —    | 36        | 2         |
| Tottenham Hotspur   | 2023–24             | Premier League      | 22           | 1            | —                      | —                      | 1            | 0            | 1             | 0             | —        | —        | —    | —    | 24        | 1         |
| Tottenham Hotspur   | Tổng cộng           | Tổng cộng           | 79           | 4            | —                      | —                      | 6            | 0            | 5             | 0             | 11       | 0        | —    | —    | 101       | 4         |
| AC Milan            | 2024–25             | Serie A             | 0            | 0            | —                      | —                      | 0            | 0            | 0             | 0             | 0        | 0        | 0    | 0    | 0         | 0         |
| Tổng cộng sự nghiệp | Tổng cộng sự nghiệp | Tổng cộng sự nghiệp | 177          | 9            | 16                     | 1                      | 17           | 1            | 5             | 0             | 12       | 0        | 0    | 0    | 227       | 11        |

1. ↑  Bao gồm Copa do Brasil, Copa del Rey, FA Cup và Coppa Italia
2. ↑  Bao gồm EFL Cup
3. 1 2  Ra sân tại Campeonato Paulista
4. ↑  Ra sân tại UEFA Europa League
5. ↑  Ra sân tại UEFA Europa Conference League
6. 1 2  Ra sân tại UEFA Champions League

### Quốc tế
Tính đến 25 tháng 3 năm 2023
| Đội tuyển quốc gia | Năm       | Trận | Bàn |
| ------------------ | --------- | ---- | --- |
| Brasil             | 2019      | 1    | 0   |
| Brasil             | 2021      | 5    | 0   |
| Brasil             | 2022      | 1    | 0   |
| Brasil             | 2023      | 3    | 0   |
| Tổng cộng          | Tổng cộng | 10   | 0   |

## Danh hiệu

### Câu lạc bộ
Ponte Preta
- Campeonato Paulista do Interior: 2018

### Đội tuyển quốc gia
U-23 Brasil
- Giải đấu Toulon: 2019[28]

Brasil
- Á quân Copa América: 2021[25]

### Cá nhân
- Đội hình xuất sắc nhất của Giải đấu Toulon: 2019[29]